# Емельяновка (Бахчисарайский район)
Емелья́новка (ранее — Ново-Емелья́новка; укр. Омелянівка, крымскотат. Yemelyanovka, Емельяновка) — упразднённое село в Бахчисарайском районе Республики Крым (согласно административно-территориальному делению Украины — Автономной Республики Крым), входило в состав Почтовского поссовета. Располагалось у безымянного источника — истока ручья бассейна реки Западный Булганак, на северном склоне горного массива-куэсты Кизил-Джар Внешней гряды Крымских гор, примерно в 1,5 км восточнее села Казанки.

## История
Предшественником селения была, видимо, корчма, обозначенная на верстовке Крыма 1890 года. Впервые в доступных источниках Емельяновка встречается на карте 1924 года, а уже согласно Списку населённых пунктов Крымской АССР по Всесоюзной переписи 17 декабря 1926 года, в селе Ново-Емельяновка, Базарчикского сельсовета Симферопольского района, числилось 9 дворов, все крестьянские, население составляло 40 человек, из них 34 русских, 6 записаны в графе «прочие». Время переподчинения села Бахчисарайскому району пока точно не установлено, известно, что это произошло до 1940 года, когда Базарчикский сельсовет уже числился в районе, как и неизвестно время закрепления варианта названия Емельяновка. С 25 июня 1946 года Емельяновка в составе Крымской области РСФСР, а 26 апреля 1954 года Крымская область была передана из состава РСФСР в состав УССР. Ликвидировоно после 1977 года, поскольку на 1 января того года Емельяновка ещё записана в составе Почтовского поссовета (при этом в «Справочнике административно-территориального деления Крымской области на 15 июня 1960 года» Емельяновка не числится).